# ICC World Cup Qualifier 2009
L'ICC World Cup Qualifier 2009 è stato un torneo mondiale di cricket, valido per poter assegnare gli ultimi quattro posti disponibili per la Coppa del Mondo 2011. La vittoria finale è andata per la prima volta alla nazionale irlandese.

## Formula
Le 12 squadre partecipanti sono state divise in 2 gruppi da sei squadre. Ogni gruppo era un girone all'italiana con partite di sola andata. Le prime quattro classificate dei gruppi si qualificavano per la seconda fase, composta da un nuovo girone all'italiana da otto squadre, chiamato Super Eight. Le prime quattro classificate del Super Eight ottenevano la qualificazione al mondiale 2011 e le prime due si giocavano il titolo in finale.

## Primo turno

### Gruppo A
| Squadra | G | V | P | T | NR | NRR    | Pti | Esito                                         |
| ------- | - | - | - | - | -- | ------ | --- | --------------------------------------------- |
| Irlanda | 5 | 5 | 0 | 0 | 0  | +1.492 | 10  | Qualificati per il Super Eight                |
| Canada  | 5 | 4 | 1 | 0 | 0  | +1.490 | 8   | Qualificati per il Super Eight                |
| Scozia  | 5 | 3 | 2 | 0 | 0  | −0.318 | 6   | Qualificati per il Super Eight                |
| Namibia | 5 | 1 | 4 | 0 | 0  | −0.506 | 2   | Qualificati per il Super Eight                |
| Uganda  | 5 | 1 | 4 | 0 | 0  | −0.928 | 2   | Qualificati per i playoff per il IX-XII posto |
| Oman    | 5 | 1 | 4 | 0 | 0  | −1.144 | 2   | Qualificati per i playoff per il IX-XII posto |

### Gruppo B
| Squadra             | G | V | P | T | NR | NRR    | Pti | Esito                                         |
| ------------------- | - | - | - | - | -- | ------ | --- | --------------------------------------------- |
| Kenya               | 5 | 4 | 1 | 0 | 0  | +1.683 | 8   | Qualificati per il Super Eight                |
| Paesi Bassi         | 5 | 4 | 1 | 0 | 0  | +0.557 | 8   | Qualificati per il Super Eight                |
| Emirati Arabi Uniti | 5 | 4 | 1 | 0 | 0  | −0.131 | 8   | Qualificati per il Super Eight                |
| Afghanistan         | 5 | 2 | 3 | 0 | 0  | −0.278 | 4   | Qualificati per il Super Eight                |
| Bermuda             | 5 | 1 | 4 | 0 | 0  | −0.441 | 2   | Qualificati per i playoff per il IX-XII posto |
| Danimarca           | 5 | 0 | 5 | 0 | 0  | −1.341 | 0   | Qualificati per i playoff per il IX-XII posto |

## Playoff IX-XII posto
|  | Semifinali | Semifinali | Semifinali |         |        | Finale | Finale | Finale |  |
|  |            |            |            |         |        |        |        |        |  |
|  | Uganda     | Uganda     | 292/6      |         |        |        |        |        |  |
|  | Uganda     | Uganda     | 292/6      |         |        |        |        |        |  |
|  | Danimarca  | Danimarca  | 230/8      |         |        |        |        |        |  |
|  | Danimarca  | Danimarca  | 230/8      |         | Uganda | Uganda | 352/7  |        |  |
|  |            |            |            |         | Uganda | Uganda | 352/7  |        |  |
|  |            |            | Bermuda    | Bermuda | 356/2  |        |        |        |  |
|  | Oman       | Oman       | Bermuda    | Bermuda | 356/2  | 254    |        |        |  |
|  | Oman       | Oman       |            |         |        |        |        |        |  |
|  | Bermuda    | Bermuda    | 256/2      |         |        |        |        |        |  |

### Semifinali
| Data           | Luogo                                                 | In battuta (nel I innings) | Al lancio (nel I innings)  | Risultato                        |
| -------------- | ----------------------------------------------------- | -------------------------- | -------------------------- | -------------------------------- |
| 11 aprile 2009 | Fanie du Toit Sports Complex Potchefstroom, Sudafrica | Uganda 292/6 (50 overs)    | Danimarca 230/8 (50 overs) | UGA vince di 62 runs Tabellino   |
| 11 aprile 2009 | Senwes Park Potchefstroom, Sudafrica                  | Oman 254 (48.1 overs)      | Bermuda 256/2 (48.2 overs) | BER vince di 8 wickets Tabellino |

### Finale per il XI posto
| Data           | Luogo                                                 | In battuta (nel I innings) | Al lancio (nel I innings) | Risultato                        |
| -------------- | ----------------------------------------------------- | -------------------------- | ------------------------- | -------------------------------- |
| 13 aprile 2009 | Fanie du Toit Sports Complex Potchefstroom, Sudafrica | Danimarca 220 (48.2 overs) | Oman 222/5 (41.4 overs)   | OMA vince di 5 wickets Tabellino |

### Finale per il IX posto
| Data           | Luogo                                | In battuta (nel I innings) | Al lancio (nel I innings)  | Risultato                        |
| -------------- | ------------------------------------ | -------------------------- | -------------------------- | -------------------------------- |
| 13 aprile 2009 | Senwes Park Potchefstroom, Sudafrica | Uganda 352/7 (50 overs)    | Bermuda 356/2 (48.3 overs) | BER vince di 8 wickets Tabellino |

## Super Eight
| Squadra             | G | V | P | T | NR | NRR    | Pti | Esito                     |
| ------------------- | - | - | - | - | -- | ------ | --- | ------------------------- |
| Irlanda             | 7 | 5 | 2 | 0 | 0  | +0.689 | 10  | Qualificate per la finale |
| Canada              | 7 | 4 | 3 | 0 | 0  | +0.687 | 8   | Qualificate per la finale |
| Kenya               | 7 | 4 | 3 | 0 | 0  | +0.035 | 8   |                           |
| Paesi Bassi         | 7 | 4 | 3 | 0 | 0  | +0.025 | 8   |                           |
| Scozia              | 7 | 3 | 4 | 0 | 0  | −0.140 | 6   |                           |
| Afghanistan         | 7 | 3 | 4 | 0 | 0  | −0.209 | 6   |                           |
| Emirati Arabi Uniti | 7 | 3 | 4 | 0 | 0  | −1.080 | 6   |                           |
| Namibia             | 7 | 2 | 5 | 0 | 0  | −0.079 | 4   |                           |

## Finali di consolazione

### Finale per il VII posto
| Data           | Luogo                                     | In battuta (nel I innings) | Al lancio (nel I innings)              | Risultato                        |
| -------------- | ----------------------------------------- | -------------------------- | -------------------------------------- | -------------------------------- |
| 19 aprile 2009 | Stan Friedman Oval Krugersdorp, Sudafrica | Namibia 267/9 (50 overs)   | Emirati Arabi Uniti 269/6 (41.3 overs) | UAE vince di 4 wickets Tabellino |

### Finale per il V posto
| Data           | Luogo                              | In battuta (nel I innings)   | Al lancio (nel I innings) | Risultato                      |
| -------------- | ---------------------------------- | ---------------------------- | ------------------------- | ------------------------------ |
| 19 aprile 2009 | Willowmoore Park Benoni, Sudafrica | Afghanistan 295/8 (50 overs) | Scozia 206 (40 overs)     | AFG vince di 89 runs Tabellino |

### Finale per il III posto
| Data           | Luogo                                | In battuta (nel I innings) | Al lancio (nel I innings)      | Risultato                        |
| -------------- | ------------------------------------ | -------------------------- | ------------------------------ | -------------------------------- |
| 19 aprile 2009 | Senwes Park Potchefstroom, Sudafrica | Kenya 179 (43.1 overs)     | Paesi Bassi 183/4 (32.1 overs) | NED vince di 6 wickets Tabellino |

## Finale
| Data           | Luogo                                | In battuta (nel I innings) | Al lancio (nel I innings)  | Risultato                        |
| -------------- | ------------------------------------ | -------------------------- | -------------------------- | -------------------------------- |
| 19 aprile 2009 | SuperSport Park Centurion, Sudafrica | Canada 185 (48 overs)      | Irlanda 188/1 (42.3 overs) | IRL vince di 9 wickets Tabellino |

## Classifica finale
| Posizione | Squadra             | Esito |
| --------- | ------------------- | --- |
| 1         | Irlanda             | Qualificate per il mondiale 2011, l'ICC Intercontinental Cup 2009-10 e ottengono l'ODI status fino al 2014 |
| 2         | Canada              | Qualificate per il mondiale 2011, l'ICC Intercontinental Cup 2009-10 e ottengono l'ODI status fino al 2014 |
| 3         | Paesi Bassi         | Qualificate per il mondiale 2011, l'ICC Intercontinental Cup 2009-10 e ottengono l'ODI status fino al 2014 |
| 4         | Kenya               | Qualificate per il mondiale 2011, l'ICC Intercontinental Cup 2009-10 e ottengono l'ODI status fino al 2014 |
| 5         | Afghanistan         | Qualificate per l'ICC Intercontinental Cup 2009-10 e ottengono l'ODI status fino al 2014                   |
| 6         | Scozia              | Qualificate per l'ICC Intercontinental Cup 2009-10 e ottengono l'ODI status fino al 2014                   |
| 7         | Emirati Arabi Uniti | Relegate nella World Cricket League Division Two e qualificate alla ICC Intercontinental Shield 2009–10    |
| 8         | Namibia             | Relegate nella World Cricket League Division Two e qualificate alla ICC Intercontinental Shield 2009–10    |
| 9         | Bermuda             | Relegate nella World Cricket League Division Two e qualificate alla ICC Intercontinental Shield 2009–10    |
| 10        | Uganda              | Relegate nella World Cricket League Division Two e qualificate alla ICC Intercontinental Shield 2009–10    |
| 11        | Oman                | Relegate nella World Cricket League Division Three.                                                        |
| 12        | Danimarca           | Relegate nella World Cricket League Division Three.                                                        |